# Obory (ort i Tjeckien)
Obory är en ort i Tjeckien.   Den ligger i regionen Mellersta Böhmen, i den centrala delen av landet, 50 km söder om huvudstaden Prag. Obory ligger 371 meter över havet och antalet invånare är 239.
Terrängen runt Obory är platt åt nordväst, men åt sydost är den kuperad. Runt Obory är det ganska glesbefolkat, med 42 invånare per kvadratkilometer. Närmaste större samhälle är Příbram, 14,8 km väster om Obory. I omgivningarna runt Obory växer i huvudsak blandskog.